# IC 2568
IC 2568 је спирална галаксија у сазвјежђу Мали лав која се налази на листи објеката дубоког неба у Индекс каталогу.
Деклинација објекта је + 36° 35' 59" а ректасцензија 10h 22m 30,0s. Привидна величина (магнитуда) објекта IC 2568 износи 14,1 а фотографска магнитуда 15,0. IC 2568 је још познат и под ознакама UGC 5603, MCG 6-23-9, CGCG 183-19, KCPG 231B, NPM1G +36.0211, PGC 30371.